# Херман Вајнгертнер
Херман Вајнгертнер (рођен 27. август 1864. у Франкфурту на Одри – преминуо 22. децембар 1919. у Франкфурту на Одри) је немачки гимнастичар, који је учествовао на првим Олимпијским играма 1896 у Атини.
Освојио је укупно шест медаља, четири појединачно и две у екипној конкуренцији. Са репрезентацијом Немачке, освојио је златне медаље, у дисциплинама вратило и разбој. Појединачно је освојио по једно злато и бронзу, и два сребра. Победио је у дисциплини вратило, био је други у дисциплинама коњ са хватаљкама и кругови, а трећи у дисциплини прескок. Учествовао је и у дисциплини разбој, али ту није освојио медаљу. Био је други најстарији освајач медаље са 31 годином и 225 дана.
Гимнастиком је почео да се бави у свом родном граду, Франкфурту на Одри. Касније се преселио у Берлин, да би тамо наставио да тренира. Након повратка из Атине у Немачку, као и већина његових колега, суспендован је од стране савеза због учешћа на Олимпијским играма. Због тога се вратио у Франкфурт на Одри, како би водио јавни базен који је отворио његов отац. Удавио се приликом покушаја спашавања дављеника из Одре 22. децембра 1919. године.